# Massetognathus
Massetognathus es un género de cinodontos traversodóntidos, relacionados con Cynognathus. Fue un herbívoro que vivió en Sudamérica durante el periodo Triásico Superior hace 220 millones de años y fue descubierto en Paleorrota (Brasil) y en la formación Los Chañares (Argentina).  
Massetognathus tenía cerca de 50 cm de longitud. Tenía dientes especialmente adaptados para masticar vegetación. Todavía conservaba el hocico largo distintivo de sus parientes cinodontos, tenía incisivos cortantes y caninos similares a colmillos, pero los dientes laterales no eran puntiagudos. En lugar de ello eran aplanados y estaban cubiertos por una serie de crestas, lo cual los hacía adecuados para moler tallos raíces y otros materiales vegetales. Massetognathus tenía patas con garras y una cola larga similar a la de un perro. Como la mayoría de los cinodontos, pudo haber estado cubierto de pelo. 